# モスクワの歴史

モスクワ市の盾形紋章

モスクワの歴史（モスクワのれきし）のページでは、モスクワの石器時代から現代までの歴史を綴る。
モスクワの領域上で発見された、人間の生活を示す最も古い証拠は、石器時代のものである。
モスクワの文献上の初出は1147年である。当時のモスクワは、メリャ語を話したメリャ人が住民の大多数を占めた小さな州の無名な町であった。
1156年、ユーリー・ドルゴルーキー公が都市をめぐる木製の壁および堀を建造した。
1237年から1238年、モンゴル王朝金帳汗国は都市を消尽に帰し、その住民を殺し（モスクワ包囲戦）、以後モスクワは汗国の搾取を受ける。1300年、モスクワはアレクサンドル・ネフスキーの末子ダニール・アレクサンドロヴィチの下で独立した公国の中心都市となった。モスクワ川からオカ川、ヴォルガ川に通じる好ましい位置が、その後の安定した拡張に寄与した。モスクワは長年にわたって安定と繁栄を享受し、ロシア中から多くの難民を引き付けた。
1304年以降、モスクワ大公ユーリー3世は、ウラジーミル大公の位をめぐりトヴェリ大公ミハイルと争った。イヴァン1世は、トヴェリ大公国がウラジーミル・スーズダリ大公国の中心地にしてモンゴル人統治者への唯一の税の上納者となることを最終的に阻止した。金帳汗国のハンは始めこそモスクワの影響力を制限することを試みたが、リトアニア大公国の成長が全ロシアを脅かし始めると、ハンはリトアニアとの平衡をとるためにモスクワを強化し、このことがモスクワをしてロシアで最も強力な都市のひとつならしめた。
1480年には、イヴァン3世がウグラ河畔の対峙を経てタタールのくびきから脱し、モスクワは、やがて全ロシア、シベリア、他の多くの国の一部をも包含することになる帝国の中心地となった。モスクワ大火 (1547年)に伴うモスクワ暴動で政敵が失脚し、イヴァン4世が親政を開始。リヴォニア戦争に端を発するロシア・クリミア戦争で、クリミア・ハン国がモスクワを焼き払った（モスクワ大火 (1571年)）。

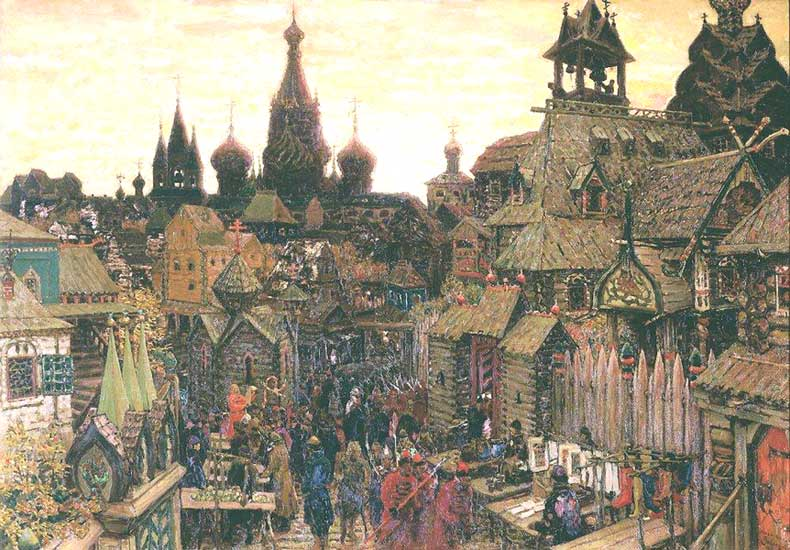
17世紀のモスクワの繁華街、キタイ・ゴロド地区

1613年には、全国会議がロマノフ王朝を確立して、ミハイル・ロマノフをロシア皇帝に選出した。
1712年、ロマノフ朝第5代皇帝ピョートル1世がサンクトペテルブルクに遷都。モスクワ大火 (1752年)。
1812年、フランス皇帝ナポレオンのロシア遠征（祖国戦争）により占領される。いわゆる焦土作戦や市内の火災によって市街はほぼ全焼（モスクワ大火 (1812年)）。フランス軍は1ヶ月あまり留まったが、和平交渉の不調により撤退。
1918年、ソビエトによってペトログラードから首都機能が移転される。1922年には正式に首都として定められ、再びソビエト連邦とロシア・ソビエト社会主義共和国（現在のロシア連邦）の首都となる。
1941年6月、独ソ戦が始まると、同年7月21日にはドイツ国防軍がモスクワへ初となる空襲を行った。
10月、ドイツの中央軍集団が都市の周辺に停留、その後モスクワの戦いに突入した。
10月末、ドイツ軍第三師団はヴォルガ川を渡河しモスクワ-スターリングラード間の補給用鉄道を断ち、ソ連軍に強力な打撃を及ぼしたが、ヨシフ・スターリンがゲオルギー・ジューコフに首都防衛を命じソ連軍の必死の反撃により撃退した。この戦いにより戦後モスクワは「英雄都市」の称号を受けた。
終戦後も、ロシア共和国及びソヴィエト連邦の中心都市としての存在感を世界に示した。
1980年モスクワオリンピックが開催されたが冷戦の真っ最中であった上に日本やアメリカをはじめ多くの西側諸国が1979年末のソ連のアフガニスタン侵攻に抗議してこれをボイコットした。
1991年、ミハイル・ゴルバチョフ大統領辞任によりソヴィエト連邦が崩壊。経済の破綻が危惧されたが現在もCISの中心国家であるロシア連邦の首都として安定している。
2020年、ロシア国内で新型コロナウイルスの感染が拡大。ソビャーニン市長は、同年3月30日から市内の一部で行われていた外出禁止措置を市内全域に拡大した。